# Carlos María de Castro
Carlos María de Castro (Estepa, província de Sevilla, 24 de setembre de 1810 - Madrid, 2 de novembre de 1893) fou un arquitecte, enginyer y urbanista espanyol.

## Joventut
En 1833 va rebre el títol d'Arquitecte per la Reial Acadèmia de Belles Arts de San Fernando, començant a treballar en la Direcció de Camins del Ministeri de Foment, integrant-se en el cos d'Enginyer de Camins en 1835. Durant la dècada de 1840 se centraria en la construcció d'obres públiques arreu d'Espanya: condicionament de la carretera Madrid-Irun, amb la construcció de ponts a Viñuelas, Madrid i Bañuelos, Burgos (1842), o la millora del pas de Somosierra (1843), adreça del Canal de Manzanares (1843), traçat del telègraf òptic (1844), itinerari preliminar de la carretera Ciudad Real-Badajoz (1849).
En la dècada següent els seus projectes més importants van estar a la ciutat de Madrid. Així va col·laborar, com a funcionari del Ministeri de Foment, en la construcció de la línia de ferrocarril entre Madrid i Aranjuez (1851), les obres del Canal d'Isabel II (1852), per portar les aigües del Lozoya a Madrid, o de la Puerta del Sol, dirigides per Lucio del Valle (1852-1862).

## El Pla Castro
A principis del segle xix, Madrid tenia uns 220.000 habitants, xifra que arribaria a 300.000 a la fi de la dècada de 1850. No obstant això, el seu creixement es trobava constret per la tanca de Felip IV, construïda en 1625, que impedia el creixement de la ciutat. En 1857, el govern va publicar un Reial decret (14 d'abril de 1857) pel qual s'autoritzava al ministre de Foment, Claudio Moyano, a formular un projecte d'eixample de la ciutat. El ministre li va encarregar a Castro el projecte, que va finalitzar al maig de 1859. La reina Isabel II va donar la seva aprovació, el 19 de juliol de 1860 al "avant-projecte d'eixample de Madrid format per l'Enginyer D. Carlos María de Castro". Castro seria nomenat director de l'Eixample.
El Pla Castro, inspirat en el de Cerdà per a Barcelona, suposava el pas de la ciutat de 800 a 2.300 hectàrees, basant-se en un càlcul sobre l'augment de població de la ciutat. Mitjançant un reticle ortogonal, el pla suposava afegir una corona de terreny a la ciutat per nord, est i sud, ordenant els usos del sòl (residencial, industrial, militar, esplai, agropecuari). La unitat bàsica d'edificació havia de ser la poma regular, amb vèrtexs xafranats i patis interiors. Els carrers serien de tres tipus (principals amb 30 metres d'ample, secundàries de 20 i les més estretes de 15). Una quarta part de l'Eixample estaria destinada a places, arbredes i jardins públics. Finalment, la ciutat seguia estant limitada per motius militars i fiscals, però ja no per una muralla, sinó per un fossat.
No obstant això, la construcció de l'Eixample de Madrid va ser notablement lenta, perllongant-se entre les dècades de 1860 i 1930 i molt desvirtuat per interessos especulatius i el mateix període durant el qual es va executar. Així, per exemple, Cánovas del Castillo va impulsar un Reial decret en 1864 pel qual es van reduir els espais verds al 30 o 20%, permetent que els espais lliures de les mançanes es convertissin en carrers particulars. En 1876 es van canviar les Ordenances en matèria d'altura i massa dels edificis i en 1893 es van suprimir tots els articles de les Ordenances referents a la salubritat dels edificis. Així mateix, l'amplària dels carrers es va anar reduint i es va permetre construir amb més de tres i quatre pisos.

## Vellesa
Amb la caiguda d'Isabel II, Castro va perdre el seu càrrec de Director de l'Eixample, passant a treballar, al començament de la dècada de 1870 en la línia de ferrocarril que construïa, entre Madrid i Lisboa, la Companyia dels Ferrocarrils de Madrid-Càceres-Portugal.